# Veleno
Veleno (talijanski: "Otrov") peti je studijski album talijanskog simfonijskog death metal-sastava Fleshgod Apocalypse. Diskografska kuća Nuclear Blast objavila ga je 24. svibnja 2019. godine.

## Popis pjesama
| 1.    | »Fury«                                        | 4:38 |
| 2.    | »Carnivorous Lamb«                            | 4:39 |
| 3.    | »Sugar«                                       | 4:17 |
| 4.    | »The Praying Mantis' Strategy« (instrumental) | 1:04 |
| 5.    | »Monnalisa«                                   | 5:24 |
| 6.    | »Worship and Forget«                          | 4:32 |
| 7.    | »Absinthe«                                    | 6:09 |
| 8.    | »Pissing on the Score«                        | 4:30 |
| 9.    | »The Day We'll Be Gone«                       | 5:58 |
| 10.   | »Embrace the Oblivion«                        | 7:49 |
| 11.   | »Veleno« (instrumental)                       | 2:42 |
| 51:42 |                                               |      |

## Zasluge
Fleshgod Apocalypse
- Paolo Rossi – vokali (čisti), bas-gitara
- Francesco Paoli – vokali, gitara, bubnjevi
- Francesco Ferrini – klavir, orkestracija

Dodatni glazbenici
- Aurora Bacchiorri – violina
- Lucrezia Sannipoli – violina
- Federico Micheli – viola
- Tommaso Bruschi – violončelo
- Federico Passaro – kontrabas
- Daniele Marinelli – mandolina
- Maurizio Cardullo – irske gajde
- Matteo Flori – orkestralne udaraljke
- Veronica Bordacchini – vokali (sopran)
- Fabio Bartoletti – gitara

Ostalo osoblje
- Marco "Cinghio" Mastrobuono – snimanje
- Daniele Marinelli – dodatno snimanje
- Matteo Gabbianelli – dodatno uređivanje
- Travis Smith – naslovnica, ilustracije
- Jacob Hansen – miksanje, masteriranje